# 賴美惠
賴美惠（1958年11月8日—），臺灣政治人物，生於臺南市後壁區。曾為中國國民黨籍，現為民主進步黨籍，曾連任六屆臺南市議員，並為合併升格後首任議長，2014年敗給新科議員李全教，未能連任；不過2016年李全教因賄選案判決當選無效而遭到解職，在補選中獲勝而回任臺南市議會議長。

## 生平
賴美惠原為國民黨籍，2000年總統大選時表態支持陳水扁。選後遭國民黨開除黨籍，後加入民進黨。
賴美惠打破臺南縣、市議會十六屆以來的歷史紀錄，成為臺南市首位女性議長，也是民進黨第一位直轄市議會女議長。彼時臺南市議會57席議員中，女性就占有23席，女議員比率相當高。
曾任民進黨臺南縣議會總召集人，在第1屆臺南市議員大選當中，也是在前臺南縣選區中最高票當選的議員當選人，其夫婿為前後壁區區長李本源，夫妻倆在地方努力耕耘，人脈廣、實力雄厚；唯角逐第二屆臺南市議會議長時，由於泛綠議員跑票而敗給中國國民黨籍的李全教，連任失利。但李全教賄選於2016年8月30日被判當選無效定讞，再度參選議長。10月3日，台南市議會議長補選，亦為全國自地方制度法修正以來首次地方議會議長記名投票，賴美惠以33票勝出，成功當選第二屆台南市議會議長，10月5日就任。
2018年宣布放棄競選連任，交棒給其子李宗翰。2022年3月23日因擔任臺南市第1屆及第2屆議員期間，涉嫌詐領助理費200萬元，遭臺南地檢署指揮法務部調查局台南市調查處搜索約談，賴美惠諭令以30萬元交保，惟陳姓女助理遭檢察官聲押，經法官訊後認為陳女雖涉貪污詐財、偽造文書罪嫌重大，但檢方已對相關證人、物證蒐證完成，無串證之虞，因此不符合收押條件、駁回檢方聲押請求，陳女無罪釋放。

## 涉法事件

### 涉嫌賄選
2015年1月11日，賴美惠被吳子嘉指控以新台幣50萬元向民進黨議員賴惠員賄選。1月12日，吳子嘉指賴美惠先前找新營區1位議員並當場交付新台幣50萬元現金給對方，但對方拒收；另指控賴美惠透過友人將錢送至東區1名新科議員。賴美惠等遭指控議員在事後出面回應，宣稱這些都是不當指控，並不排除提告；吳子嘉回應，《美麗島電子報》收到的相關爆料都有憑有據且經兩週查證，賴美惠至今無任何回應。
2015年3月11日，台南地檢署為追查賴美惠是否涉賄，傳訊11名證人查證2014年底一邊一國連線餐會是否有人提及拒收賴美惠新台幣50萬元；無黨籍議員郭秀珠在偵調中指證，當時確有某議員多次爆料拒收賴美惠新台幣50萬元。並且有人向台南地檢署提告，賴美惠透過賴清德競選後援會總會長康銀壽等人，以一票新台幣30萬至100萬元向民進黨議員買票。
2015年6月18日，台南地檢署證實，賴美惠涉賄選案，賴清德也被列為被告。後因證據不足，賴美惠與賴清德兩人都不起訴。

### 涉嫌詐領助理費遭起訴
2023年7月，台南地檢署依《貪污治罪條例》利用職務機會詐取財物罪、《刑法》使公務員登載不實公文書罪起訴賴美惠。賴被控找人頭當助理向議會不實請領助理費，第一屆議員期間就詐領232萬5200元，不過由於賴於偵查期間就坦承犯行，並繳回不法所得，檢方在起訴書中建請法官減輕其刑。

## 選舉紀錄
| 年度 | 選舉屆數               | 選舉區           | 所屬政黨   | 得票數 | 得票率 | 當選標記 | 備註 |
| ---- | ---------------------- | ---------------- | ---------- | ------ | ------ | -------- | ---- |
| 1998 | 第十四屆臺南縣議員選舉 | 臺南縣第二選舉區 | 中國國民黨 | 9,396  | 19.58% |          |      |
| 2002 | 第十五屆臺南縣議員選舉 | 臺南縣第二選舉區 | 民主進步黨 | 10,391 | 24.91% |          |      |
| 2005 | 第十六屆臺南縣議員選舉 | 臺南縣第二選舉區 | 民主進步黨 | 14,846 | 39.06% |          |      |
| 2010 | 第一屆臺南市議員選舉   | 臺南市第一選舉區 | 民主進步黨 | 15,947 | 35.32% |          |      |
| 2014 | 第二屆臺南市議員選舉   | 臺南市第一選舉區 | 民主進步黨 | 13,950 | 32.70% |          |      |

## 外部連結
- 臺南市議會市議員資訊網 （页面存档备份，存于）
- 賴美惠FaceBook